# 坦杜尔
坦杜尔（Tandur），是印度安得拉邦Rangareddi县的一个城镇。总人口57943（2001年）。

## 人口
该地2001年总人口57943人，其中男性29598人，女性28345人；0—6岁人口8504人，其中男4329人，女4175人；识字率59.80%，其中男性为67.31%，女性为51.96%。